# Delta Aurigae
Delta Aurigae (δ Aur / 33 Aurigae / HD 40035) es una estrella en la constelación de Auriga de magnitud aparente +3,72, ocasionalmente conocida con el nombre de Prijipati. Se encuentra a 140 años luz de distancia del sistema solar.
Delta Aurigae es una gigante naranja de tipo espectral K0III con una temperatura superficial de 4825 K. Es una de las muchas estrellas de este tipo visibles a simple vista en cuyo interior se produce la fusión nuclear del helio. Con una luminosidad 47 veces mayor que la del Sol, su radio es 12 veces más grande que el radio solar. Su metalicidad es similar a la que posee el Sol. Tiene una masa aproximada de 2 masas solares y su edad se estima en 1300 millones de años.
Delta Aurigae, Menkalinan (β Aurigae) y θ Aurigae —las tres en perfecta alineación— se hallan a pocos minutos de arco del coluro solsticial, meridiano celeste que pasa a través de los polos y de los dos solsticios situados en Sagitario y Géminis. Debido al movimiento de precesión de la Tierra su posición relativa al coluro ha ido cambiando con el tiempo, marcando la posición exacta del mismo a mediados de 2005.
Dos compañeras visuales de magnitudes 10 y 11, esta última a su vez una estrella doble, no son compañeras reales sino estrellas en la misma línea de visión.